# ポイティンガー図

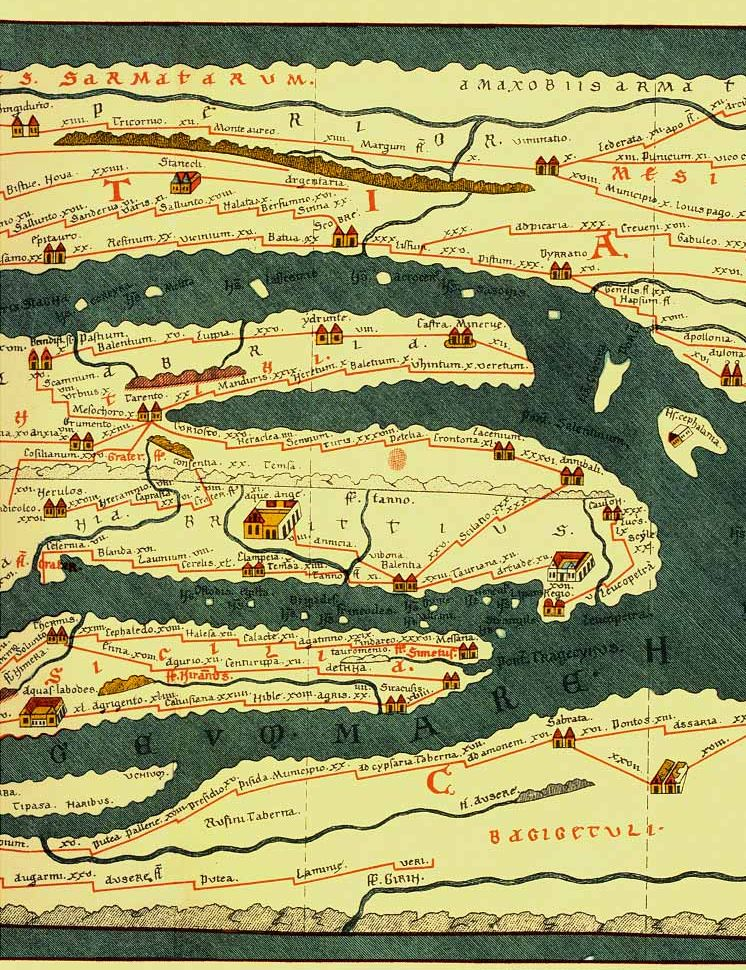
ポイティンガー図（部分） - 上から下へダルマチア海岸、アドリア海、南イタリア、シチリア島、アフリカの地中海沿岸

ポイティンガー図（ポイティンガーず）またはタブラ・ペウティンゲリアナ（ラテン語：Tabula Peutingeriana）とは、ローマ帝国の駅逓制度クルスス・プブリクス（Cursus publicus）を表す図解によるイティネラリウム（Itinerarium、道程表）、実質的な道路地図である。これは現存する唯一の写本で、オリジナルの地図は4世紀または5世紀前半に最後の改訂が行われた  。ヨーロッパ、北アフリカ、アジアの一部（中東、ペルシア、インド）を含む。ドイツの人文主義者、史籍収集家コンラート･ポイティンガー（Konrad Peutinger、1465年 – 1547年）に因んで名づけられた。

## 来歴

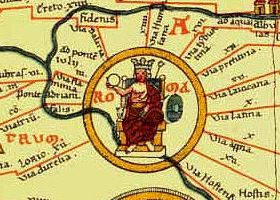
ローマ Roma のメダリオン（セグメント5）

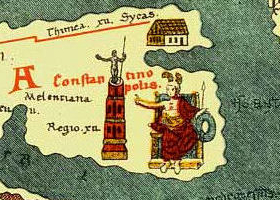
コンスタンティノープル Constantinopolis （セグメント9）

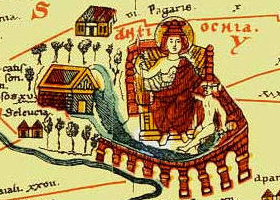
アンティオキア Antiochia （セグメント10）

ポイティンガー図は13世紀にコルマールの修道士によって複製された。オリジナルの図表は5世紀に遡ると考えられる  。西暦328年に設置されたコンスタンティノープルを示すが、79年のヴェスヴィオ山の噴火後再建されなかったポンペイが依然として示される。402年より西ローマ帝国の首都となったラウェンナの強調は、5世紀の改訂を Annalina Levi と Mario Levi  に示唆した。5世紀中頃に破壊された属州ゲルマニア・インフェリオルのいくつかの都市が terminus ante quem  (英語版)  （TAQ 、下限。それより以前の年代であること）を提示している。図表は初代皇帝アウグストゥスの腹心マルクス・ウィプサニウス・アグリッパ（紀元前63年 - 紀元前12年）の指揮の下に編纂されたものの系譜に属すると推測される。アグリッパの死後、地図は大理石に彫られ、ローマのアラ・パキスから遠くないウィプサニア柱廊（Porticus Vipsaniae）に設置された。4世紀の地図としては明らかに時代遅れに見えるローマ・アラビアの詳細な分析に基づき、グレン・バウアーソックも地図の原型を帝政初期に求めることを支持している  。これによりバウアーソックは、ウィプサニウス・アグリッパの地図についての指摘も行っている  。
地図はドイツの人文主義者、桂冠詩人のコンラート・ツェルティス（Conrad Celtes、1459年 - 1508年）によってヴォルムスの書庫で発見された。ツェルティスはこの発見を出版することなく没し、1508年にポイティンガーへ遺贈された。現在はウィーンのオーストリア国立図書館に保存されている  。

## 説明
ポイティンガー図はローマのクルスス・プブリクスの既知の現存する唯一の地図である。オリジナルの巻物の11のセグメントから成る中世の複製で、高さ0.34メートル、長さ6.75メートルの羊皮紙の巻物である。非常に図式化された地図で、東西方向に著しく歪められている。地図は数多くのローマ時代の集落、それらを接続する道路、河川、山地、森林、海を表しており、集落間の距離も与えられる。合計555の都市や、その他3,500を下回らない地名が表示されている  。
ローマ帝国の最も重要な3つの都市、ローマ、コンスタンティノープル、アンティオキアには特別なアイコン装飾が認められる。地図は帝国全体の他、近東、インドとガンジス川、セイロン島（Insuvla Taprobane、タプロバネ島）を示し、更には中国をも言及している。またインド南西海岸のローマ帝国との主要な交易港のひとつ、ムジリス（Muziris）の「アウグストゥスの神殿」（Templ[um] Augusti）が表示されている  。西ではイベリア半島の欠落が、現存する写しにおいて12番目の元の部分が散逸したことを示している。これは1898年にコンラート・ミラー（Konrad Miller）によって復元された  。
図表は、ルートに沿った地点間の距離が表示されたイティネラリウムまたはローマの街道沿いの目的地リストに基づき表されている  。旅行者は地図ほどに洗練されたものは所持しなかったが、街道上に何がどれくらい先にあるか知っている必要があった。ポイティンガー図はこれらの街道を、目的地が行程順に記された大まかな平行線のつながりで描写している。羊皮紙1葉の形状は従来の矩形レイアウトに属するが、プトレマイオス図の座標への著しい類似は、一部の陸地表現が未知の編集者によって意図されたという憶測を一部の著述家に与えている  。
宿駅や都市は何百もの機能的な場所記号  で表現され、2つの塔による建物の最も単純なアイコンから、3大都市の精巧な個別の「肖像画」まで区別して用いられる。図表の編集者 Annalina Levi と Mario Levi は、この半図式的・半絵画的な記号は、ウェゲティウスの記述が唯一の言及であるイティネラリア・ピクタ（itineraria picta）におけるローマの地図表記法を再現していると結論付けている  。
- ラウェンナ Ravenna （セグメント5）
- ポンペイ Pompeis （セグメント6）
- ムジリス（英語版） Muziris 、アウグストゥスの神殿 Templ' Augusti （セグメント12）
- アエリア・カピトリナ （エルサレム） Helyacapitolina - 「以前エルサレムと呼ばれた現アエリアカピトリアナ」 [† 7] [† 8] （セグメント10）。
- シナイ半島のテキスト - 「モーセに率いられたイスラエルの子らが40年彷徨った砂漠」 [† 9] （セグメント9）。
- ファロスの灯台とナイルのデルタ地帯 - アレクサンドリアは欠落している（セグメント9）。
- 東北部のテキスト - 「ここでアレクサンダーは神託を受けた：ここは地の果てである、アレクサンダー」 [† 10] 。右上の都市 Antiochia はセレウコス朝時代のアンティオキア・マルギアナ（Antiochia Margiana）、トルクメニスタンのメルブとされる（セグメント12）。
- 極東部の地名 - Sera Maior （Land of Silk、中国）（セグメント12）。

## 出版
地図はアブラハム・オルテリウスに複写され、1598年、彼の死の直後に出版された。部分的な初版が1591年にアントウェルペンでヤン・モレトゥス  によって印刷された（Fragmenta tabulæ antiquæ）。モレトゥスは1598年12月にアントウェルペンで完全版の印刷も行う。
ポイティンガー家は1714年に地図を売却し、プリンツ・オイゲンに100ドゥカートで購入されるまで王室や有力者の間を行き来した。オイゲンの死により1737年にウィーンのハプスブルク宮廷図書館に購入され、現存している。
2007年、地図はユネスコ記憶遺産に登録認定され、11月26日に一日だけ一般公開された。脆弱な状態のため常設展示は行われていない  。

## 構成
中世の写本は、12のセグメントで構成された。
| Pars I    | Hispania, Britannia           | セグメント1（欠落） |  |
| Pars II   | Lugdunum                      | セグメント1、2      |  |
| Pars III  | Colonia, Treveri, Argentorate | セグメント2、3      |  |
| Pars IV   | Mediolanum                    | セグメント3、4      |  |
| Pars V    | Aquilea, Regina, Lauriacum    | セグメント4、5      |  |
| Pars VI   | Roma                          | セグメント5、6      |  |
| Pars VII  | Belgrad                       | セグメント6         |  |
| Pars VIII | Patras                        | セグメント7、8      |  |
| Pars IX   | Athen                         | セグメント8         |  |
| Pars X    | Constantinopolis              | セグメント8、9      |  |
| Pars XI   | Kajseri, Trabzon              | セグメント9、10     |  |
| Pars XII  | Antiochia                     | セグメント10、11    |  |
| Pars XIII | Urfa                          | セグメント11、12    |  |
| Pars XIV  | India                         | セグメント12        |  |